# Краб, лежащий на спине
«Краб, лежащий на спине» (нидерл. Een op zijn rug liggende krab) — картина нидерландского художника Винсента Ван Гога, написанная в январе 1889 года в Арле. Картина находится в Музее ван Гога в Амстердаме (Нидерланды).

## История
Картина представляет собой натюрморт, изображающий краба, лежащего на спине, на зелёном фоне. Музей ван Гога датирует эту работу августом-сентябрем 1887 года, в то время как другие источники датируют её началом 1889 года.

## Описание
Идея Ван Гога нарисовать краба пришла из японских гравюр. Он и его брат Тео собирали такие красочные гравюры на дереве. Картина, возможно, вдохновлена иллюстрацией краба японского художника Кацусики Хокусая, который Ван Гог видел в журнале Le Japon Artistiqueв, который Тео прислал ему в сентябре 1888 года.
Ван Гог нарисовал яркие оттенки красного краба на зелёном фоне. Он сделал это, чтобы экспериментировать с так называемыми «законами цвета» французского художника Эжена Делакруа (1798—1863). Согласно теории последнего, некоторые цвета, такие как красный и зелёный, образуют пару. Их называют «дополняющими»: они усиливают друг друга, когда используются рядом. Ван Гог был большим поклонником Делакруа. Он знал свою теорию цвета из книг Чарльза Бланка.
Кроме этой картины Ван Гог также нарисовал похожий натюрморт «Два краба», на котором изображены два краба, один из которых лежит на спине. Хранится в Лондонской национальной галерее.